# Literatura română umanistă
Literatura română umanistă se dezvoltă începând cu secolul al XVII-lea, prin figuri de cărturari cunoscători ai limbilor greacă, slavonă și latină, precum Grigore Ureche, Miron Costin și Ion Neculce care au activat in Moldova și Dimitrie Cantemir, Udriște Năsturel și stolnicul Constantin Cantacuzino, personalități din Muntenia.
Grigore Ureche, Miron Costin si Ion Neculce au fost cronicari moldoveni care, in spiritul umanismului, au cautat sa scrie despre istoria poporului român din dragoste de neam și din dorința de a educa poporul. Grigore Ureche a scris despre evenimentele istorice cuprinse intre anii 1359-1594. Miron Costin îi continuă opera scriind despre anii 1594-1661, iar Ion Neculce abordează anii 1661-1743.
În timp ce Grigore Ureche și Miron Costin au studiat în Polonia, Ion Neculce a studiat in țară, aceasta observându-se in stilul oral și mai puțin elevat al operelor sale. Aceasta se observă cel mai bine in volumul său de legende "O samă de cuvinte".
Cronicarii munteni nu s-au remarcat în mod special prin talent literar.
Dimitrie Cantemir a fost o personalitate de rang european, iar din punct de vedere al activității literare, a fost autorul operei "Istoria Ieroglifică", în care procedeul literar principal este alegoria.
Imediat după apariția tiparului, s-au înființat centre de tipărire ale cărților laice și religioase. Un rol important l-au avut aici domnitorii care au construit școli sau biblioteci voievodale: Matei Basarab, Vasile Lupu, Constantin Brâncoveanu și Dimitrie Cantemir.
Activitatea cronicarilor moldoveni și munteni înscrie prima pagină în cultura română. În concepția lor, istoria este purtătoarea unor valori educative și de aceea principala lor preocupare este de a recupera trecutul prin scris.